# Ochthebius urbanelliae
Ochthebius urbanelliae är en skalbaggsart som först beskrevs av Audisio et al. 2009.  Ochthebius urbanelliae ingår i släktet Ochthebius och familjen vattenbrynsbaggar. Inga underarter finns listade i Catalogue of Life.